# Підготовчі процеси збагачення

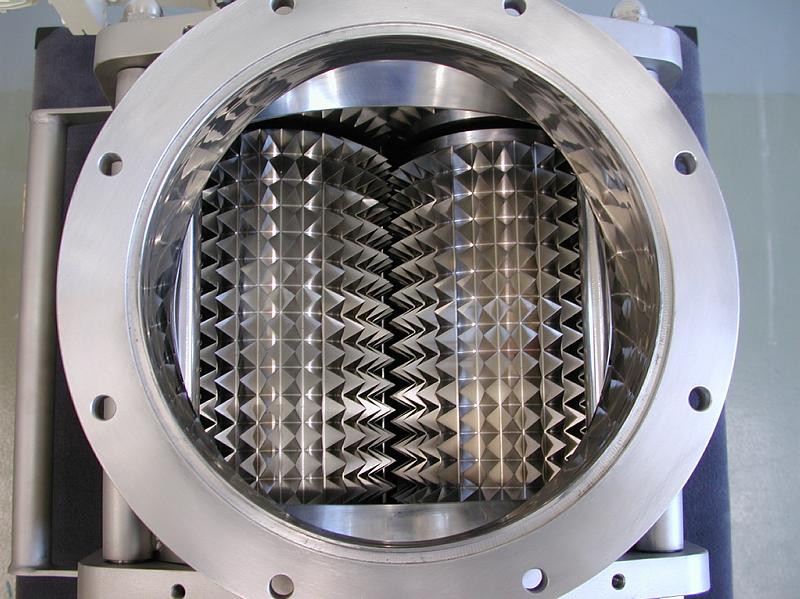
Валкова дробарка

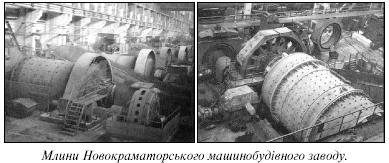

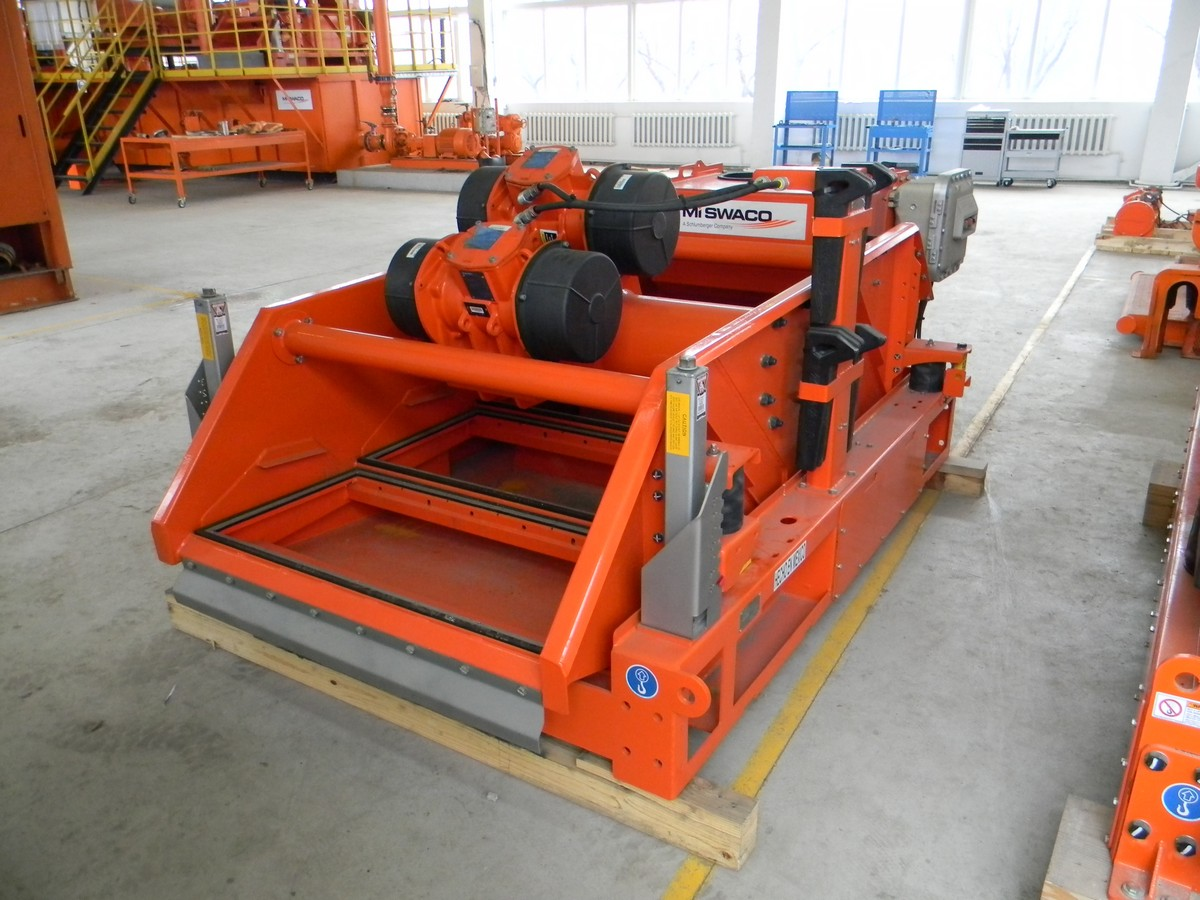
Грохот

Підготовчі процеси збагачення — технологічні операції дроблення, подрібнення, спрямовані на розкриття і відкриття цінних компонентів та доведення матеріалу до крупності, необхідної в процесі збагачення. А також операції грохочення і класифікації, що застосовуються для розділення отриманої механічної суміші за класами крупності.
Оскільки сировина, що надходить на збагачувальні фабрики, має грудки критичного розміру (для відкритих гірничих виробок 1200—1500 мм, для підземних 600—800 мм), процес дроблення і подрібнення проводять в декілька стадій. Технологічно грамотно процеси дроблення супроводжувати операціями грохочення, а процеси подрібнення операціями класифікації. При цьому дотримується так званий «принцип Чеччота» — «не дробити нічого зайвого», своєчасно виводити з процесу готовий по крупності клас, що виключає переподрібнення продукту, економить електроенергію та збільшує термін служби футерувальних плит дробарок і млинів. Між дробленням і подрібненням немає принципових відмінностей. Умовно вважають, що при дробленні одержують продукт з максимальним розміром зерен більше 5 мм, а при подрібненні — менше 5 мм.
Дроблення і подрібнення є підготовчими операціями збагачення і призначені для роз'єднання (розкриття) рудних зерен різних мінералів, що містяться в корисних копалинах у вигляді тісно переплетених зростків. Чим повніше розкриваються, звільняються один від іншого мінерали при дробленні і подрібненні, тим успішніше протікає подальший процес збагачення корисних копалин. Крупність зерен, до якої необхідно дробити або подрібнювати матеріал перед збагаченням, визначається розміром вкраплення цінних мінералів і процесом, що прийнятий для збагачення корисної копалини.
Дроблення — процес руйнування грудкової мінеральної сировини під дією зовнішніх механічних сил шляхом роздавлювання, розколювання, удару або їх поєднання, його здійснюють у спеціальних машинах — дробарках.
Подрібнення — процес зменшення розмірів зерен мінеральної сировини в результаті ударного і стираючого впливу зовнішніх механічних сил для розкриття зростків мінералів, його здійснюють у спеціальних машинах — млинах.
Грохоченням називають процес розділення сипучих матеріалів по крупності на поверхнях з каліброваними отворами.
Класифікацією називається процес розділення тонкорозмірних зернистих сумішей на вузькі фракції за швидкістю падіння у водному або повітряному середовищі.